# Burni Gersang
Burni Gersang är ett berg i Indonesien.   Det ligger i provinsen Aceh, i den västra delen av landet, 1 600 km nordväst om huvudstaden Jakarta. Toppen på Burni Gersang är 1 316 meter över havet, eller 141 meter över den omgivande terrängen. Bredden vid basen är 1,7 km.
Terrängen runt Burni Gersang är varierad.  Trakten runt Burni Gersang är nära nog obefolkad, med mindre än två invånare per kvadratkilometer. I omgivningarna runt Burni Gersang växer i huvudsak städsegrön lövskog.